# María Vicente
María Vicente García (Hospitalet de Llobregat, 28 de marzo de 2001) es una atleta española especializada en pruebas combinadas y triple salto. En 2017 fue campeona mundial sub-18 de heptatlón en Nairobi, siendo la primera atleta española, de cualquier categoría, en obtener medalla en esta prueba. En la actualidad ostenta la mejor marca mundial sub-18 de pentatlón en pista cubierta (4371 pts desde 2018) y en el pasado tuvo también la de heptatlón (6221 pts entre 2018 y 2020). Es también la plusmarquista española absoluta de heptatlón, con 6304 puntos, y de pentatlón en pista cubierta, con 4728 puntos.

## Trayectoria
Nació en Hospitalet de Llobregat (Barcelona) el 28 de marzo de 2001. Su madre, María José, entrenadora y jueza de atletismo, es de  Huélamo, Cuenca, y su padre es cubano. Desde los 3 a los 11 años practicó ballet hasta que su madre vio las posibilidades de María para el atletismo. 
Comenzó a practicar el atletismo en 2011 y desde entonces ha logrado más de 50 récords y plusmarcas de España y mundiales en distintas categorías y especialidades: 60 metros vallas, 80 metros vallas, 100 metros vallas, salto de altura, salto de longitud, triple salto, pentatlón, heptatlón y 200 metros.
Tras lograr una marca de 5522 puntos en heptatlón juvenil, fue seleccionada para representar a España en el Campeonato Mundial de Atletismo Sub-18 de 2017 celebrado en Nairobi, Kenia. El 15 de julio, en estos campeonatos mundiales, ganó la medalla de oro, con un nuevo récord personal y nacional de 5612 puntos. Para ello, mejoró su marca personal en seis de los siete eventos que componen la prueba. En septiembre de ese año se trasladó al CAR de Sant Cugat para entrenar a las órdenes de Fernando Martínez.
El 10 de marzo de 2018, en el Campeonato Nacional Sub-18 en Antequera, Vicente ganó el título y batió el récord del mundo cadete de pentatlón con 4371 puntos, mejorando la marca anterior, propiedad de la británica Morgan Lake desde 2014, en 87 puntos.
El 3 de junio de 2018 superó su propio récord de España de heptatlón juvenil con 5711 puntos. Tres semanas después, ganó el campeonato nacional Sub-18 en los 100 metros vallas y mejoró su propio récord español con 13.36.
Los días 5 y 6 de julio de 2018 consiguió la medalla de oro de heptatlón en el Campeonato Europeo Sub-18 celebrado en Győr, Hungría, batiendo el récord mundial de heptatlón juvenil con una marca de 6221 puntos, 35 más que el antiguo récord que ostentaba la ucraniana Alina Shukh desde 2016. Durante la competición mejoró su marca personal en seis de las siete pruebas, consiguiendo el triunfo parcial en tres de ellas, y batió también el récord de los campeonatos en el salto de longitud con una marca de 6.37 m. Dos días después también participó en la final de triple salto, volviendo a ganar la medalla de oro con un salto de 13.95 m, marca que también la calificó para participar en el Campeonato Europeo de Atletismo de 2018. En este campeonato, en el que fue la atleta más joven del equipo español, no pudo pasar de la ronda de calificación.
Culminó la temporada con una medalla de plata en los Juegos Olímpicos de la Juventud de Buenos Aires 2018, esta vez por detrás de la búlgara Aleksandra Nacheva, a quien había derrotado en el europeo sub-20 unos meses antes.
En febrero de 2019, con 17 años, quedó campeona de España absoluta de pentatlón en los Campeonatos de España celebrados en Antequera, donde además batió el récord de España absoluto con 4412 puntos. Dos semanas después participó en la prueba de pentatlón del Campeonato de Europa en pista cubierta, donde terminó novena.
El 19 de julio de 2019 volvió a ser campeona de Europa de heptatlón, esta vez ya en categoría sub-20, consiguiendo además un nuevo récord de España absoluto con una marca de 6115 puntos, superando en 210 puntos el anterior, en poder de Carmen Ramos. También formó parte del cuarteto español para el relevo 4 x 100 metros, consiguiendo batir el récord de España sub-20 en la semifinal; sin embargo, quedaron descalificadas en la final por un error en la entrega del testigo. A nivel nacional se proclamó también campeona de España de heptatlón en categoría absoluta.
En marzo de 2020, tras una temporada de pista cubierta irregular a causa de sus molestias físicas, decide trasladarse a San Sebastián para entrenar a las órdenes de Ramón Cid.
En 2021 volvió a ser campeona de España de pentatlón en pista cubierta con un nuevo récord nacional de 4501 puntos. También participó en la prueba individual de longitud, donde ganó el bronce tras un error de los jueces en un salto que le podría haber supuesto el oro. En el Europeo en Pista Cubierta, tras una buena jornada matutina, hizo tres nulos en la prueba de longitud que la llevaron a no acabar la competición.
Empezó la temporada al aire libre de 2021 batiendo su propio récord de España de heptatlón, con una marca de 6304 puntos, en la reunión Multistars de Lana (Italia). Sustituyó a última hora a Fátima Diame en la prueba de longitud del Campeonato de Europa de Equipos y obtuvo un tercer puesto con una marca de 6,42 m. En el Campeonato de España decidió, en lugar del heptatlón, disputar las pruebas de longitud y 200 m, resultando campeona de España en esta última con récord del campeonato. En sus primeros Juegos Olímpicos, los de Tokio 2020, una mala marca en la prueba de jabalina le hizo acabar en la decimoctava posición.
En 2022 mejoró su récord de España de pentatlón con una marca de 4582 puntos en el campeonato de España en pista cubierta. Sin embargo, sufrió una lesión días después que le impidió participar en el campeonato del mundo de Belgrado. Esta lesión la lastró durante la temporada de verano y, después de no acudir al Campeonato del Mundo debido a ella, no pudo terminar el heptatlón del Campeonato de Europa.
Volvió a lesionarse durante la temporada invernal de 2023, lo que la llevó a renunciar a las combinadas y concentrarse en la longitud y el triple salto durante la temporada al aire libre. En el Campeonato de Europa Sub-23 se proclamó campeona en triple y fue cuarta en longitud. Participó en las mismas pruebas del Campeonato del Mundo absoluto, quedándose en ambas a las puertas de la final.
En 2024 volvió a las combinadas y en su primer pentatlón del año batió el récord de España con una marca de 4728 puntos. Este era el récord o mejor marca nacional número 61 que conseguía batir a lo largo de su carrera. Su marca la llevó a participar en el Campeonato Mundial en Pista Cubierta, durante el cual sufrió una grave lesión cuando lideraba la clasificación de pentatlón. Esta lesión le impidió competir durante el resto de la temporada.
Tras superar sus lesiones, el 1 de junio de 2025 consiguió terminar su primer heptatlón después de los Juegos Olímpicos de Tokio 2020, quedándose a solo 16 puntos de su récord de España.
En el 2018 recibió el galardón a la Proyección Femenina en la 21ª Fiesta del Deporte Catalán, que organizan la UFEC y el diario Sport. En enero de 2019 recibió el Premio Princesa Leonor como mejor atleta joven del año 2017.

## Competiciones internacionales
| Representando a España \| Año \| Competición \| Sede \| Puesto \| Prueba \| Marca \| \| ---- \| ---------------------------------------- \| ------------ \| ---------------- \| ----------------- \| ------------------ \| \| 2017 \| Campeonato Mundial Sub-18 \| Nairobi \| Medalla de oro \| Heptatlón juvenil \| 5612 pts \| \| 2017 \| Festival Olímpico de la Juventud Europea \| Győr \| Medalla de oro \| Triple salto \| 13.72 \| \| 2018 \| Campeonato Europeo Sub-18 \| Győr \| Medalla de oro \| Triple salto \| 13.95 \| \| 2018 \| Campeonato Europeo Sub-18 \| Győr \| Medalla de oro \| Heptatlón juvenil \| 6221 pts [n 1] \| \| 2018 \| Campeonato de Europa \| Berlín \| 25.º (c.) \| Triple salto \| 13.50 \| \| 2018 \| Juegos Olímpicos de la Juventud \| Buenos Aires \| Medalla de plata \| Triple salto \| 13.76 + 13.67[n 2] \| \| 2019 \| Campeonato de Europa en pista cubierta \| Glasgow \| 9.º \| Pentatlón \| 4363 pts \| \| 2019 \| Campeonato Europeo Sub-20 \| Borås \| Medalla de oro \| Heptatlón \| 6115 pts \| \| 2019 \| Campeonato Europeo Sub-20 \| Borås \| DQ (final) \| Relevo 4 × 100 m \| -- \| \| 2021 \| Campeonato de Europa en pista cubierta \| Toruń \| DNF \| Pentatlón \| -- \| \| 2021 \| Campeonato de Europa de Equipos \| Chorzow \| 3.º \| Longitud \| 6.42 \| \| 2021 \| Juegos Olímpicos \| Tokio \| 18.º \| Heptatlón \| 6117 pts \| \| 2022 \| Campeonato de Europa \| Múnich \| DNF \| Heptatlón \| -- \| \| 2023 \| Campeonato de Europa Sub-23 \| Espoo \| Medalla de oro \| Triple salto \| 14.21 =EU23L = \| \| 2023 \| Campeonato de Europa Sub-23 \| Espoo \| 4.º \| Longitud \| 6.56 \| \| 2023 \| Campeonato del Mundo \| Budapest \| 13.º (c.) \| Triple salto \| 14.13 \| \| 2023 \| Campeonato del Mundo \| Budapest \| 14.º (c.) \| Longitud \| 6.59 \| \| 2024 \| Campeonato del Mundo en pista cubierta \| Glasgow \| DNF \| Pentatlón \| -- \| | Representando a España \| Año \| Competición \| Sede \| Puesto \| Prueba \| Marca \| \| ---- \| ---------------------------------------- \| ------------ \| ---------------- \| ----------------- \| ------------------ \| \| 2017 \| Campeonato Mundial Sub-18 \| Nairobi \| Medalla de oro \| Heptatlón juvenil \| 5612 pts \| \| 2017 \| Festival Olímpico de la Juventud Europea \| Győr \| Medalla de oro \| Triple salto \| 13.72 \| \| 2018 \| Campeonato Europeo Sub-18 \| Győr \| Medalla de oro \| Triple salto \| 13.95 \| \| 2018 \| Campeonato Europeo Sub-18 \| Győr \| Medalla de oro \| Heptatlón juvenil \| 6221 pts [n 1] \| \| 2018 \| Campeonato de Europa \| Berlín \| 25.º (c.) \| Triple salto \| 13.50 \| \| 2018 \| Juegos Olímpicos de la Juventud \| Buenos Aires \| Medalla de plata \| Triple salto \| 13.76 + 13.67[n 2] \| \| 2019 \| Campeonato de Europa en pista cubierta \| Glasgow \| 9.º \| Pentatlón \| 4363 pts \| \| 2019 \| Campeonato Europeo Sub-20 \| Borås \| Medalla de oro \| Heptatlón \| 6115 pts \| \| 2019 \| Campeonato Europeo Sub-20 \| Borås \| DQ (final) \| Relevo 4 × 100 m \| -- \| \| 2021 \| Campeonato de Europa en pista cubierta \| Toruń \| DNF \| Pentatlón \| -- \| \| 2021 \| Campeonato de Europa de Equipos \| Chorzow \| 3.º \| Longitud \| 6.42 \| \| 2021 \| Juegos Olímpicos \| Tokio \| 18.º \| Heptatlón \| 6117 pts \| \| 2022 \| Campeonato de Europa \| Múnich \| DNF \| Heptatlón \| -- \| \| 2023 \| Campeonato de Europa Sub-23 \| Espoo \| Medalla de oro \| Triple salto \| 14.21 =EU23L = \| \| 2023 \| Campeonato de Europa Sub-23 \| Espoo \| 4.º \| Longitud \| 6.56 \| \| 2023 \| Campeonato del Mundo \| Budapest \| 13.º (c.) \| Triple salto \| 14.13 \| \| 2023 \| Campeonato del Mundo \| Budapest \| 14.º (c.) \| Longitud \| 6.59 \| \| 2024 \| Campeonato del Mundo en pista cubierta \| Glasgow \| DNF \| Pentatlón \| -- \| | Representando a España \| Año \| Competición \| Sede \| Puesto \| Prueba \| Marca \| \| ---- \| ---------------------------------------- \| ------------ \| ---------------- \| ----------------- \| ------------------ \| \| 2017 \| Campeonato Mundial Sub-18 \| Nairobi \| Medalla de oro \| Heptatlón juvenil \| 5612 pts \| \| 2017 \| Festival Olímpico de la Juventud Europea \| Győr \| Medalla de oro \| Triple salto \| 13.72 \| \| 2018 \| Campeonato Europeo Sub-18 \| Győr \| Medalla de oro \| Triple salto \| 13.95 \| \| 2018 \| Campeonato Europeo Sub-18 \| Győr \| Medalla de oro \| Heptatlón juvenil \| 6221 pts [n 1] \| \| 2018 \| Campeonato de Europa \| Berlín \| 25.º (c.) \| Triple salto \| 13.50 \| \| 2018 \| Juegos Olímpicos de la Juventud \| Buenos Aires \| Medalla de plata \| Triple salto \| 13.76 + 13.67[n 2] \| \| 2019 \| Campeonato de Europa en pista cubierta \| Glasgow \| 9.º \| Pentatlón \| 4363 pts \| \| 2019 \| Campeonato Europeo Sub-20 \| Borås \| Medalla de oro \| Heptatlón \| 6115 pts \| \| 2019 \| Campeonato Europeo Sub-20 \| Borås \| DQ (final) \| Relevo 4 × 100 m \| -- \| \| 2021 \| Campeonato de Europa en pista cubierta \| Toruń \| DNF \| Pentatlón \| -- \| \| 2021 \| Campeonato de Europa de Equipos \| Chorzow \| 3.º \| Longitud \| 6.42 \| \| 2021 \| Juegos Olímpicos \| Tokio \| 18.º \| Heptatlón \| 6117 pts \| \| 2022 \| Campeonato de Europa \| Múnich \| DNF \| Heptatlón \| -- \| \| 2023 \| Campeonato de Europa Sub-23 \| Espoo \| Medalla de oro \| Triple salto \| 14.21 =EU23L = \| \| 2023 \| Campeonato de Europa Sub-23 \| Espoo \| 4.º \| Longitud \| 6.56 \| \| 2023 \| Campeonato del Mundo \| Budapest \| 13.º (c.) \| Triple salto \| 14.13 \| \| 2023 \| Campeonato del Mundo \| Budapest \| 14.º (c.) \| Longitud \| 6.59 \| \| 2024 \| Campeonato del Mundo en pista cubierta \| Glasgow \| DNF \| Pentatlón \| -- \| | Representando a España \| Año \| Competición \| Sede \| Puesto \| Prueba \| Marca \| \| ---- \| ---------------------------------------- \| ------------ \| ---------------- \| ----------------- \| ------------------ \| \| 2017 \| Campeonato Mundial Sub-18 \| Nairobi \| Medalla de oro \| Heptatlón juvenil \| 5612 pts \| \| 2017 \| Festival Olímpico de la Juventud Europea \| Győr \| Medalla de oro \| Triple salto \| 13.72 \| \| 2018 \| Campeonato Europeo Sub-18 \| Győr \| Medalla de oro \| Triple salto \| 13.95 \| \| 2018 \| Campeonato Europeo Sub-18 \| Győr \| Medalla de oro \| Heptatlón juvenil \| 6221 pts [n 1] \| \| 2018 \| Campeonato de Europa \| Berlín \| 25.º (c.) \| Triple salto \| 13.50 \| \| 2018 \| Juegos Olímpicos de la Juventud \| Buenos Aires \| Medalla de plata \| Triple salto \| 13.76 + 13.67[n 2] \| \| 2019 \| Campeonato de Europa en pista cubierta \| Glasgow \| 9.º \| Pentatlón \| 4363 pts \| \| 2019 \| Campeonato Europeo Sub-20 \| Borås \| Medalla de oro \| Heptatlón \| 6115 pts \| \| 2019 \| Campeonato Europeo Sub-20 \| Borås \| DQ (final) \| Relevo 4 × 100 m \| -- \| \| 2021 \| Campeonato de Europa en pista cubierta \| Toruń \| DNF \| Pentatlón \| -- \| \| 2021 \| Campeonato de Europa de Equipos \| Chorzow \| 3.º \| Longitud \| 6.42 \| \| 2021 \| Juegos Olímpicos \| Tokio \| 18.º \| Heptatlón \| 6117 pts \| \| 2022 \| Campeonato de Europa \| Múnich \| DNF \| Heptatlón \| -- \| \| 2023 \| Campeonato de Europa Sub-23 \| Espoo \| Medalla de oro \| Triple salto \| 14.21 =EU23L = \| \| 2023 \| Campeonato de Europa Sub-23 \| Espoo \| 4.º \| Longitud \| 6.56 \| \| 2023 \| Campeonato del Mundo \| Budapest \| 13.º (c.) \| Triple salto \| 14.13 \| \| 2023 \| Campeonato del Mundo \| Budapest \| 14.º (c.) \| Longitud \| 6.59 \| \| 2024 \| Campeonato del Mundo en pista cubierta \| Glasgow \| DNF \| Pentatlón \| -- \| | Representando a España \| Año \| Competición \| Sede \| Puesto \| Prueba \| Marca \| \| ---- \| ---------------------------------------- \| ------------ \| ---------------- \| ----------------- \| ------------------ \| \| 2017 \| Campeonato Mundial Sub-18 \| Nairobi \| Medalla de oro \| Heptatlón juvenil \| 5612 pts \| \| 2017 \| Festival Olímpico de la Juventud Europea \| Győr \| Medalla de oro \| Triple salto \| 13.72 \| \| 2018 \| Campeonato Europeo Sub-18 \| Győr \| Medalla de oro \| Triple salto \| 13.95 \| \| 2018 \| Campeonato Europeo Sub-18 \| Győr \| Medalla de oro \| Heptatlón juvenil \| 6221 pts [n 1] \| \| 2018 \| Campeonato de Europa \| Berlín \| 25.º (c.) \| Triple salto \| 13.50 \| \| 2018 \| Juegos Olímpicos de la Juventud \| Buenos Aires \| Medalla de plata \| Triple salto \| 13.76 + 13.67[n 2] \| \| 2019 \| Campeonato de Europa en pista cubierta \| Glasgow \| 9.º \| Pentatlón \| 4363 pts \| \| 2019 \| Campeonato Europeo Sub-20 \| Borås \| Medalla de oro \| Heptatlón \| 6115 pts \| \| 2019 \| Campeonato Europeo Sub-20 \| Borås \| DQ (final) \| Relevo 4 × 100 m \| -- \| \| 2021 \| Campeonato de Europa en pista cubierta \| Toruń \| DNF \| Pentatlón \| -- \| \| 2021 \| Campeonato de Europa de Equipos \| Chorzow \| 3.º \| Longitud \| 6.42 \| \| 2021 \| Juegos Olímpicos \| Tokio \| 18.º \| Heptatlón \| 6117 pts \| \| 2022 \| Campeonato de Europa \| Múnich \| DNF \| Heptatlón \| -- \| \| 2023 \| Campeonato de Europa Sub-23 \| Espoo \| Medalla de oro \| Triple salto \| 14.21 =EU23L = \| \| 2023 \| Campeonato de Europa Sub-23 \| Espoo \| 4.º \| Longitud \| 6.56 \| \| 2023 \| Campeonato del Mundo \| Budapest \| 13.º (c.) \| Triple salto \| 14.13 \| \| 2023 \| Campeonato del Mundo \| Budapest \| 14.º (c.) \| Longitud \| 6.59 \| \| 2024 \| Campeonato del Mundo en pista cubierta \| Glasgow \| DNF \| Pentatlón \| -- \| | Representando a España \| Año \| Competición \| Sede \| Puesto \| Prueba \| Marca \| \| ---- \| ---------------------------------------- \| ------------ \| ---------------- \| ----------------- \| ------------------ \| \| 2017 \| Campeonato Mundial Sub-18 \| Nairobi \| Medalla de oro \| Heptatlón juvenil \| 5612 pts \| \| 2017 \| Festival Olímpico de la Juventud Europea \| Győr \| Medalla de oro \| Triple salto \| 13.72 \| \| 2018 \| Campeonato Europeo Sub-18 \| Győr \| Medalla de oro \| Triple salto \| 13.95 \| \| 2018 \| Campeonato Europeo Sub-18 \| Győr \| Medalla de oro \| Heptatlón juvenil \| 6221 pts [n 1] \| \| 2018 \| Campeonato de Europa \| Berlín \| 25.º (c.) \| Triple salto \| 13.50 \| \| 2018 \| Juegos Olímpicos de la Juventud \| Buenos Aires \| Medalla de plata \| Triple salto \| 13.76 + 13.67[n 2] \| \| 2019 \| Campeonato de Europa en pista cubierta \| Glasgow \| 9.º \| Pentatlón \| 4363 pts \| \| 2019 \| Campeonato Europeo Sub-20 \| Borås \| Medalla de oro \| Heptatlón \| 6115 pts \| \| 2019 \| Campeonato Europeo Sub-20 \| Borås \| DQ (final) \| Relevo 4 × 100 m \| -- \| \| 2021 \| Campeonato de Europa en pista cubierta \| Toruń \| DNF \| Pentatlón \| -- \| \| 2021 \| Campeonato de Europa de Equipos \| Chorzow \| 3.º \| Longitud \| 6.42 \| \| 2021 \| Juegos Olímpicos \| Tokio \| 18.º \| Heptatlón \| 6117 pts \| \| 2022 \| Campeonato de Europa \| Múnich \| DNF \| Heptatlón \| -- \| \| 2023 \| Campeonato de Europa Sub-23 \| Espoo \| Medalla de oro \| Triple salto \| 14.21 =EU23L = \| \| 2023 \| Campeonato de Europa Sub-23 \| Espoo \| 4.º \| Longitud \| 6.56 \| \| 2023 \| Campeonato del Mundo \| Budapest \| 13.º (c.) \| Triple salto \| 14.13 \| \| 2023 \| Campeonato del Mundo \| Budapest \| 14.º (c.) \| Longitud \| 6.59 \| \| 2024 \| Campeonato del Mundo en pista cubierta \| Glasgow \| DNF \| Pentatlón \| -- \| |
| Año | Competición | Sede | Puesto | Prueba | Marca |
| --- | --- | --- | --- | --- | --- |
| 2017 | Campeonato Mundial Sub-18 | Nairobi | Medalla de oro | Heptatlón juvenil | 5612 pts |
| 2017 | Festival Olímpico de la Juventud Europea | Győr | Medalla de oro | Triple salto | 13.72 |
| 2018 | Campeonato Europeo Sub-18 | Győr | Medalla de oro | Triple salto | 13.95 |
| 2018 | Campeonato Europeo Sub-18 | Győr | Medalla de oro | Heptatlón juvenil | 6221 pts |
| 2018 | Campeonato de Europa | Berlín | 25.º (c.) | Triple salto | 13.50 |
| 2018 | Juegos Olímpicos de la Juventud | Buenos Aires | Medalla de plata | Triple salto | 13.76 + 13.67 |
| 2019 | Campeonato de Europa en pista cubierta | Glasgow | 9.º | Pentatlón | 4363 pts |
| 2019 | Campeonato Europeo Sub-20 | Borås | Medalla de oro | Heptatlón | 6115 pts |
| 2019 | Campeonato Europeo Sub-20 | Borås | DQ (final) | Relevo 4 × 100 m | -- |
| 2021 | Campeonato de Europa en pista cubierta | Toruń | DNF | Pentatlón | -- |
| 2021 | Campeonato de Europa de Equipos | Chorzow | 3.º | Longitud | 6.42 |
| 2021 | Juegos Olímpicos | Tokio | 18.º | Heptatlón | 6117 pts |
| 2022 | Campeonato de Europa | Múnich | DNF | Heptatlón | -- |
| 2023 | Campeonato de Europa Sub-23 | Espoo | Medalla de oro | Triple salto | 14.21 =EU23L = |
| 2023 | Campeonato de Europa Sub-23 | Espoo | 4.º | Longitud | 6.56 |
| 2023 | Campeonato del Mundo | Budapest | 13.º (c.) | Triple salto | 14.13 |
| 2023 | Campeonato del Mundo | Budapest | 14.º (c.) | Longitud | 6.59 |
| 2024 | Campeonato del Mundo en pista cubierta | Glasgow | DNF | Pentatlón | -- |

1. ↑  Mejor marca mundial en categoría sub-18
2. ↑  En esta competición se disputan dos mangas y se suma el resultado de ambas para obtener la clasificación final

## Marcas personales
Las vallas de menor altura y los aparatos de menor peso mostrados en estas tablas corresponden a los utilizados hasta la categoría sub-18, incluyendo las pruebas combinadas juveniles. A partir de la categoría sub-20 se utilizan las vallas más altas y los aparatos de mayor peso de las tablas.
| Prueba                  | Prueba   | Marca                                                                     | Viento | Lugar         | Fecha               |
| ----------------------- | -------- | ------------------------------------------------------------------------- | ------ | ------------- | ------------------- |
| Juvenil                 |          |                                                                           |        |               |                     |
| 100 metros vallas       | 76,2 cm  | 13.25                                                                     | + 0.1  | Győr          | 5 de julio de 2018  |
| Lanzamiento de peso     | 3 kg     | 13.77                                                                     | —      | Győr          | 5 de julio de 2018  |
| Lanzamiento de jabalina | 500 g    | 43.28                                                                     | —      | Győr          | 6 de julio de 2018  |
| Heptatlón               | Juvenil  | 6221                                                                      | —      | Győr          | 6 de julio de 2018  |
| Absoluto                |          |                                                                           |        |               |                     |
| 100 metros vallas       | 84 cm    | 13.33                                                                     | + 1.2  | Ibiza         | 10 de mayo de 2025  |
| Salto de altura         | —        | 1.80                                                                      | —      | Tarragona     | 1 de agosto de 2025 |
| Lanzamiento de peso     | 4 kg     | 13.60                                                                     | —      | Götzis        | 31 de mayo de 2025  |
| 200 metros              | —        | 23.03                                                                     | + 0.5  | Getafe        | 27 de junio de 2021 |
| Salto de longitud       | —        | 6.80                                                                      | + 1.6  | San Sebastián | 16 de julio de 2022 |
| Lanzamiento de jabalina | 600 g    | 48.23                                                                     | —      | Tarragona     | 2 de agosto de 2025 |
| 800 metros              | —        | 2:13.83                                                                   | —      | Tarragona     | 2 de agosto de 2025 |
| Heptatlón               | Absoluto | 6304 (13.62/-1,1 - 1.77 - 12.77 - 24.02/-0,4 6.41/+1,3 - 47.83 - 2:18.60) | —      | Lana          | 25 de abril de 2021 |
| Otras pruebas           |          |                                                                           |        |               |                     |
| 100 metros              | —        | 11.91                                                                     | + 0.3  | San Sebastián | 30 de julio de 2020 |
| Triple salto            | —        | 14.21                                                                     | + 1.9  | Tarragona     | 2 de julio de 2023  |

| Prueba              | Prueba   | Marca                                       | Lugar         | Fecha                 |
| ------------------- | -------- | ------------------------------------------- | ------------- | --------------------- |
| Juvenil             |          |                                             |               |                       |
| 60 metros vallas    | 76,2 cm  | 8.33                                        | Antequera     | 10 de marzo de 2018   |
| Lanzamiento de peso | 3 kg     | 13.07                                       | Sabadell      | 13 de enero de 2018   |
| Pentatlón           | Juvenil  | 4371                                        | Antequera     | 10 de marzo de 2018   |
| Absoluto            |          |                                             |               |                       |
| 60 metros vallas    | 84 cm    | 8.06                                        | Orense        | 18 de febrero de 2024 |
| Salto de altura     | —        | 1.80                                        | Anoeta        | 13/01/2024            |
| Lanzamiento de peso | 4 kg     | 13.84                                       | Aubière       | 28 de enero de 2024   |
| Salto de longitud   | —        | 6.70                                        | San Sebastián | 15 de enero de 2022   |
| 800 metros          | —        | 2:15.50                                     | Aubière       | 28 de enero de 2024   |
| Pentatlón           | Absoluto | 4728 (8.24 - 1.76 - 13.84 - 6.65 - 2:15:50) | Aubière       | 28 de enero de 2024   |
| Otras pruebas       |          |                                             |               |                       |
| 60 metros           | —        | 7.42                                        | Pamplona      | 7 de enero de 2024    |
| 200 metros          | —        | 23.34                                       | Salamanca     | 8 de enero de 2022    |
| Triple salto        | —        | 13.71                                       | Madrid        | 8 de febrero de 2019  |

1. 1 2 3 4  Mejor marca en categoría sub-18
2. ↑  Mejor marca en categoría sub-23 y récord en categoría absoluta

## Récords
En la actualidad, María Vicente posee una mejor marca mundial y 19 récords y mejores marcas de España en distintas categorías.

### Mejores marcas mundiales

#### Mejores marcas Sub-18
- Pentatlón juvenil en pista cubierta (4371)

### Récords y mejores marcas españolas

#### Récords absolutos
- Heptatlón (6304)
- Pentatlón en pista cubierta (4728)

#### Mejores marcas sub-23
- Heptatlón (6304)
- Pentatlón en pista cubierta (4582)

#### Récords sub-20
- Heptatlón (6115)
- Relevo 4 × 100 m (44.66, con Elena Daniel, Jaël Bestué y Aitana Rodrigo)
- Pentatlón (4412)

#### Mejores marcas sub-18
- 100 m vallas (13.25)
- Heptatlón juvenil (6221)
- 60 m vallas (8.33)
- Pentatlón juvenil (4371)

#### Mejores marcas sub-16
- 200 m (24.59)
- 100 m vallas (13.89)
- Triple salto (12.83)
- Hexatlón (4338)
- 200 m en short track (24.87)

#### Mejores marcas sub-14
- 150m (18.41)
- 80m vallas (11.53)
- 60m vallas (9.16)

1. ↑  Tanto World Athletics como la RFEA solo consideran récords los conseguidos en categoría absoluta o sub-20; para otros grupos de edad se consideran mejores marcas.